# Georg von Döhren
Georg von Döhren (23 mai 1884 à Hambourg - 20 janvier 1965 à Stuttgart) est un Generalmajor allemand qui a servi au sein de la Heer dans la Wehrmacht pendant la Seconde Guerre mondiale.

## Biographie
Sa carrière militaire débute en septembre 1903 lorsqu'il intègre le 49e régiment d'infanterie en tant que cadet.
Le 15 octobre 1935, il prend le commandement du 58e régiment d'infanterie.